# Carlos Eduardo de Souza Floresta
Carlos Kahê (São Paulo, 28 augustus 1982) is een Braziliaans betaald voetballer die sinds 2010 bij de Turkse topploeg Manisaspor speelt.